# 李樹穀
李樹穀，清朝政治人物。河南夏邑縣人。
李樹穀為舉人出身。乾隆四十七年（1782年）七月，出任湖南永順府龍山縣知縣。